# Muzeul Județean Mureș
Muzeul Județean Mureș (în maghiară Maros Megyei Múzeum) este un muzeu cu sediul administrativ în municipiul Târgu Mureș care funcționează pe opt locații din județul Mureș.

## Istoric
Activitățile muzeale din Târgu Mureș au început din inițiative private ale familiei Teleki. Bibliofilul Sámuel Teleki a construit o bibliotecă în oraș pentru colecția sa de cărți, iar József Teleki în incinta locuinței sale a organizat o colecție de minereuri și animale împăiate, la care a mai adăugat un sertar cu obiectele necesare experimentelor din domeniul fizicii. Aceasta în urmă a fost integrată colecției Colegiului Reformat.
Primele discuții pe tema înființării unei instituții muzeale în Târgu Mureș au fost purtate în 1874 la o ședință a Asociației Secuiești de Cultură, dar ideea s-a concretizat abia în 1885, când s-au purtat discuții despre întemeierea Muzeului al Industriei și Meșteșugurilor din Ținutul Secuiesc, ce urma a fi construit pe un teren dat de către edilii orașului din terenurile de exercițiu ale pompierilor. Proiectul construcției a aparținut arhitectului profesor universitar István Kiss, iar lucrările au demarat în 1890, avându-i ca antreprenori pe József Sófalvi și Pál Soós, construcția fiind finalizată în 1894.  În prezent în clădirea fostului Muzeu al Industriei și Meșteșugurilor din Ținutul Secuiesc funcționează Muzeul Științele Naturii.
În 1921 s-a deschis prima expoziție de etnografie în Palatul Culturii. Îmbogățirea patrimoniului muzeal a fost continuată apoi prin alte campanii de achiziții ale generațiilor de etnografi care s-au succedat ce-a lungul timpului. Dezvoltarea patrimoniului  a urmărit completarea colecțiilor în vederea reprezentării tuturor zonelor etnografice mureșene. Au fost extinse și reluate astfel achizițiile de obiecte  ale etnoculturii maghiare, românești și săsești din: Mureșul Superior, Valea Gurghiului, Valea Beicii, Valea Nirajului, Târnava Mare și Târnava Mică, Câmpia Transilvaniei. Din anul 1984 Palatul Toldalagi adăpostește secția de Etnografie și Artă Populară a Muzeului Județean Mureș.Totodată, prima expoziție de arheologie a fost organizată în 1934 în Palatul Culturii care a găzduit expozițile muzeului până la mutarea sa în clădirea comandamentului din cetatea medievală din Târgu Mureș. Colecția de istorie cuprinde piesele care alcătuiau odinioară  patrimoniul Muzeului Industriei Secuiești, cât și piese de mobilier, ceramică, sticlărie, textile, aparatură tehnică, documente sau fotografii, piese alebreslelor târgumureșene și castelelor nobiliare din regiune.

## Locații
- Castelul din Gurghiu
- Castelul din Zau de Câmpie
- Muzeul de Arheologie și Istorie
- Muzeul de Artă
- Muzeul de Etnografie și Artă Populară
- Muzeul Științele Naturii
- Palatul Culturii
- Parcul Arheologic din Călugăreni